# Sophie Drossaers
Sophie Drossaers (Muiden, 10 augustus 1961) is een Nederlands actrice. Drossaers studeerde in 1987 af als docente moderne Jazzdance. In 1991 volgde ze een opleiding bij theatergezelschap De Trap, bij Karst Woudstra en Marcelle Meuleman. Een jaar later kreeg ze landelijke bekendheid door haar rol als Hannie van der Kroeft in Goede tijden, slechte tijden. Ze speelde deze rol van 1992 tot eind 1995.
Sophie had in haar GTST-periode vooral veel opnames met acteur Casper van Bohemen die de rol van Frits van Houten speelde. Toen hij in 2005 besloot terug te komen in de serie, keerde Sophie ook tijdelijk terug. In de serie werd ze vermoord door Frits tweelingbroer Hans van Houten, maar dit is nooit in beeld gebracht.
Na haar vertrek uit de serie, in 1995, ging Sophie zich vooral richten op danscursussen. Ze werkte onder meer voor de Hogeschool voor de Kunsten in Amsterdam en het Utrechts Centrum voor de Kunsten. Momenteel zet Sophie haar cursussen zelf voort.

## Carrière

### TV
- Goede tijden, slechte tijden - Hannie van der Kroeft (1992-1995, 2005 (gast))
- Goede tijden, slechte tijden: De reünie - Hannie van der Kroeft (1998)